# Helmut Maneval
Helmut Maneval (* 10. Februar 1931 in Pforzheim; † 19. Januar 2017) war ein deutscher Ökonom.

## Leben
Nach der Promotion 1958 in Heidelberg und der Habilitation 1972 in Tübingen lehrte er von 1973 bis 1975 als Professor an der Universität Köln und von 1975 bis 1996 als Professor für Volkswirtschaftslehre, insbesondere Makroökonomie und Wirtschaftspolitik, an der Universität der Bundeswehr München.

## Schriften (Auswahl)
- Das Problem der Lagerhaltung in der Wirtschaftstheorie. Heidelberg 1958, OCLC 314991643.
- Die Phillips-Kurve. Empirische, theoretische und wirtschaftspolitische Aspekte. Tübingen 1973, ISBN 3-16-334742-8.
- Die Konjunkturanfälligkeit der Wirtschaft Baden-Württembergs im Vergleich zum Bundesgebiet. Gutachten, erstattet im Auftrag des Ministeriums für Wirtschaft, Mittelstand und Verkehr, Baden-Württemberg. Tübingen 1974, OCLC 614195314.
- Die Belastbarkeit der Volkswirtschaft mit Verteidigungsaufgaben. Neubiberg 1989, OCLC 74887847.

| Personendaten    | Personendaten    |
| ---------------- | ---------------- |
| NAME             | Maneval, Helmut  |
| KURZBESCHREIBUNG | deutscher Ökonom |
| GEBURTSDATUM     | 10. Februar 1931 |
| GEBURTSORT       | Pforzheim        |
| STERBEDATUM      | 19. Januar 2017  |